# Zeche Kahrer Wiedertöpfe
Die Zeche Kahrer Wiedertöpfe war ein Steinkohlenbergwerk in Essen-Werden-Hamm. Das Bergwerk war auch unter dem Namen Zeche Kahrerwiedertöpfe bekannt und nur wenige Jahre in Betrieb.

## Bergwerksgeschichte
Ab dem Jahr 1834 wurde der Stollen Ensdorf aufgefahren. Mit vier Bergleuten wurde in diesem Jahr eine Förderung von 8490 Scheffeln Steinkohle erbracht. Im Jahr 1836 wurden 1695 preußische Tonnen gefördert. In den Jahren 1837 bis 1839 war das Bergwerk in Fristen gelegt. Ab dem Jahr 1839 wurde das Bergwerk auch Zeche Kahrerwiedertäufer genannt. Im Jahr 1840 wurden der Stollen aufgeräumt und weiter aufgefahren. Im Jahr 1841 wurde das Bergwerk zunächst erneut in Fristen gelegt, ab dem 27. März wurde die Lagerstätte weiter ausgerichtet. Im Jahr 1842 wird das Bergwerk in den Unterlagen nicht mehr genannt. Ab dem Jahr 1848 war das Bergwerk wieder in Betrieb. Wie lange, ist aus den Unterlagen nicht ersichtlich.